# Prieuré des Basses-Loges

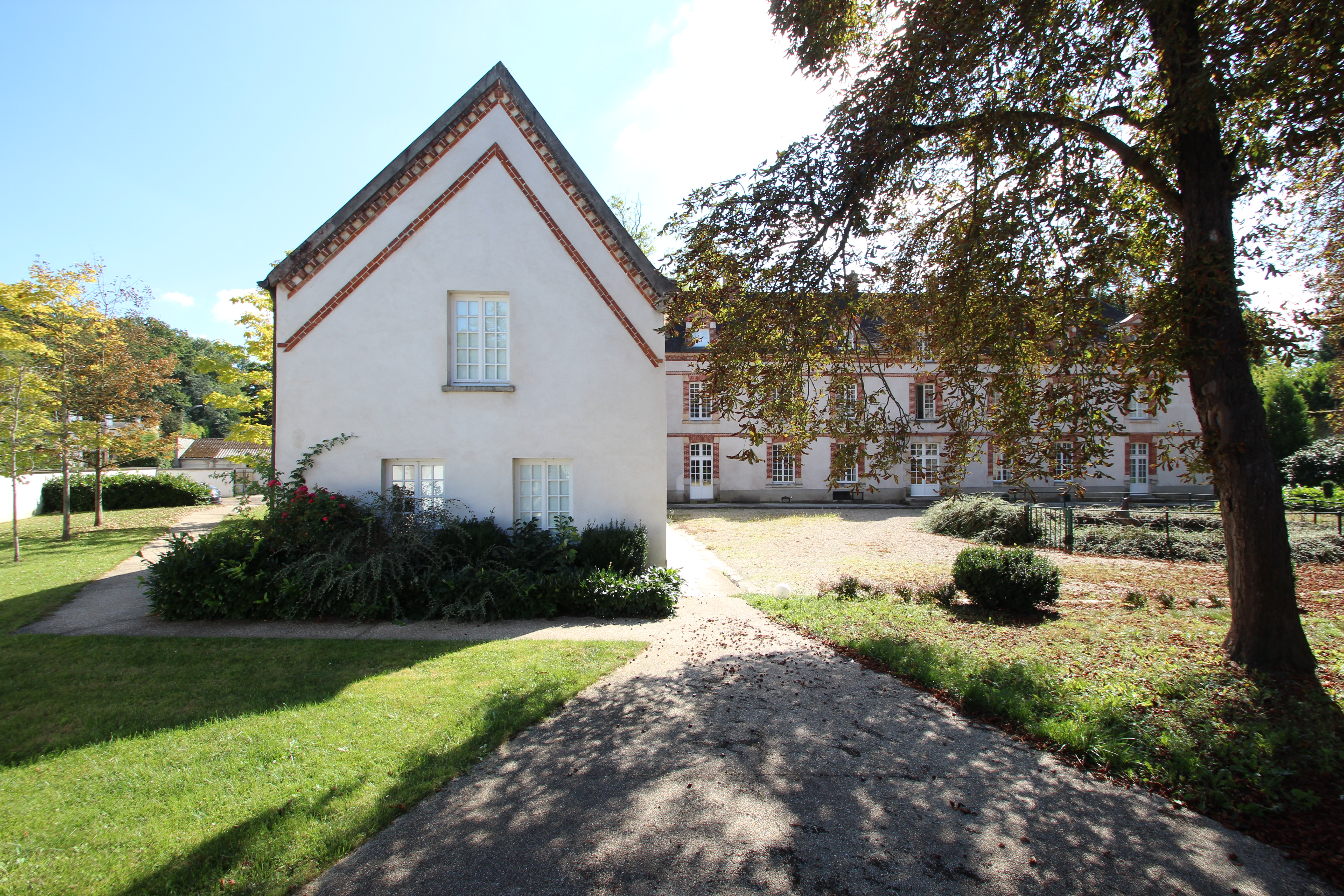
Prieuré des Basses-Loges

Die Prieuré des Basses Loges war ein Karmeliterkloster im heutigen Avon im Département Seine-et-Marne, einem Nachbarort von Fontainebleau, rund 60 km südlich von Paris. Von der Klosteranlage des 17. Jahrhunderts ist heute nur noch ein Gebäude erhalten, das seit dem 11. Juli 1991 als Monument historique unter Denkmalschutz steht.

## Geschichte
Im Jahr 1310 wurde am Ort der späteren Priorei an der Kreuzung zweier bedeutender Straßen von Henri d’Autry ein Pilgerhospiz mit zwölf Schlafplätzen errichtet und unter geistliche Leitung gestellt. Mit der Übernahme der Anlage durch Karmeliter aus der Touraine 1632 wurde der wohltätige Zweck aufgegeben. Durch dankbare Zuwendungen von Anna von Österreich, der Frau von König Ludwig XIII., gelangte das Kloster zu neuer Blüte. Der Legende nach betete Anna von Österreich hier nach 22 Jahren kinderloser Ehe um Empfängnis. Ihr Gebet wurde erhört, sodass sie 1638 den Dauphin und späteren König Ludwig XIV. zur Welt brachte. Die Förderung setzte sich unter dessen Ehefrau Marie Therese fort, sodass Klostergebäude, eine Kapelle und sechs Mönchszellen errichtet werden konnten. In den Wirren der Französischen Revolution zerstreuten sich die Mönche und im Jahre 1791 wurden die Gebäude zunächst verstaatlicht und an den Pariser Kaufmann Pierre Philibert Giot, den späteren Bürgermeister von Avon, verkauft. Die Kirche und die Kapelle wurden abgerissen und das Gebäude des Priors in ein Landhaus umgewandelt. Es wechselte in der Folge mehrfach den Besitzer.
1922 erwarb der Esoteriker Georges I. Gurdjieff das Anwesen, um dort sein Institut für die harmonische Entwicklung des Menschen zu begründen. Die Schriftstellerin Katherine Mansfield, eine seiner Anhängerinnen, starb dort am 9. Januar 1923. Nachdem es fast dem Abriss anheimgefallen war, wurde das Haus in den 1990er Jahren nach und nach saniert.